# Parque natural de las Marismas del Ampurdán
El parque natural de las Marismas del Ampurdán (en catalán, y de forma oficial, Parc Natural dels Aiguamolls de l'Empordà) es un espacio natural protegido español de la provincia de Gerona, Cataluña. Tiene una superficie aproximada de 4722,7 ha, de las que 824 son reserva natural integral estrictamente protegida. Se sitúa en la comarca del Alto Ampurdán, que afecta a los términos municipales de, por orden de superficie, Castellón de Ampurias (57,4 %), San Pedro Pescador (12,8 %) Palau Sabardera (10,2 %), Perelada (8,9 %), Pau (4,7 %), Pedret y Marsá (2,6 %), La Escala (2,1 %), Rosas (1,1 %) y La Armentera (0,2 %). La declaración de parque natural tiene un doble objetivo: por una parte, conservar, mejorar y potenciar los sistemas naturales y, por otra parte, hacer compatibles la conservación y el desarrollo económico.

## Marco legislativo
- Ley 21/1983 de 28 de octubre, de declaración de paraje natural de interés nacional de reservas integrales zoológicas y botánicas de las Marismas del Ampurdán.
- Ley 12/1985 de 13 de junio, de espacios naturales. En la disposición final primera modifica la denominación de los parajes naturales de interés nacional de La Garrocha y de las Marismas del Ampurdán.
- Otras figuras de protección: Una sección del río Fluviá que incluye la isla de Caramany, es reserva natural parcial para la protección de la nutria (Decreto 123/1987). El parque natural está incluido en la lista de zonas húmedas de importancia internacional (Convenio de Ramsar). Las reservas naturales integrales son zonas de especial protección para las aves (Directiva CEE/409/79). Está propuesto como reserva de la biosfera en el programa MAB de la Unesco. Resolución de 15 de marzo de 1993 que le incluye en la lista del convenio de zonas húmedas de importancia internacional, especialmente como hábitat para aves acuáticas (Ramsar) (BOE 73, 26/03/1993)

## Presión humana
La comarca del Alto Ampurdán tiene una población de unos 100 000 habitantes. En algunos municipios del parque se puede llegar a cuadruplicar en el verano. Un ejemplo son las playas incluidas en el parque que, en época estival, pueden ser visitadas diariamente por unas 23 000 personas. Más del 80 % del territorio del parque es de propiedad privada. Entre los dos polígonos que delimitan el parque natural, está la marina residencial más importante de Europa Ampuriabrava, con más de 30 km de canales navegables.

## Espacio de convivencia entre agua, tierra, gente y naturaleza

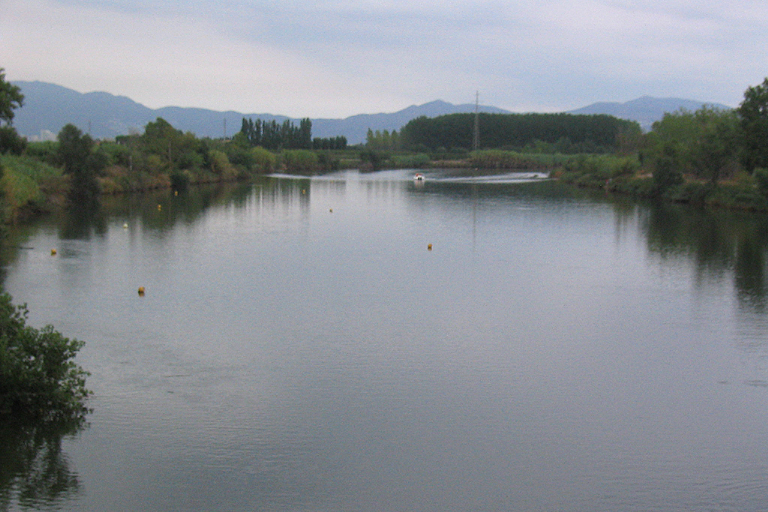
Vista del río Fluvià en San Pedro Pescador

Un mosaico de ecosistemas interdependientes 
MarDelante de las costas del parque natural hay una zona relativamente somera de aguas marinas, de fondo arenoso con arena fina y gruesa. La protección que ofrece el Golfo de Rosas hace de abrigo cuando la tramontana es fuerte. Sin embargo cuando sopla el viento de levante golpea de lleno sobre el frente litoral del parque.
Playas y arenales costerosAparecen en toda la franja litoral del parque y son las únicas playas vírgenes que quedan en toda la Costa Brava. La extensión alargada hacia el sur que tiene el perímetro del parque busca preservar una muestra representativa de este hábitat.
Lagunas salobresLas lagunas salobres litorales a las que localmente se les denomina llaunes, se ubican tras la playa, entre las desembocaduras de los ríos Muga y Fluviá. La vegetación que rodea a las lagunas, formada por plantes bajas, adaptadas a la salinidad, como arroyuellas y juncos, se denomina localmente como salsura.
Cerrados, piezas y bancalesEn el Ampurdán reciben el nombre de closes (cerrados) unos prados típicos de esta comarca, rodeados –cerrados (closos)- por acequias de drenaje, bordados por árboles de ribera (olmos, fresnos, álamos, alisos y otros). Ocupan el lecho de antiguas lagunas. Se inundan en época de lluvias. Otros campos y pastizales de este tipo, alargados, estrechos, cerrados con tarayes, reciben el nombre de peces (piezas) o feixes (bancales).
Lagunas y marismas de agua dulceSon los restos del antiguo Lago de Castellón de Ampurias. El más emblemático es el de Vilaüt. Su situación interior, lejos del mar, hace que sus aguas no tengan ninguna influencia salina de mar, con una vegetación adaptada a la inmersión, inundación y humedad, acorde a la profundidad del agua. El parque natural ha promovido la recuperación y creación de nuevas lagunas, como la del Cortalet o las lagunas "de Europa".
HidrografíaAparte del Muga y del Fluviá, los dos ríos mayores del parque, en las Marismas hay una extensa red de ramblas y acequias. La vegetación de ribera tiene un evidente interés botánico y faunístico. La Reserva Integral de la Isla de Caramany, de 5,6 ha, en el río Fluviá, alberga un bosque de ribera que se desarrolla en modo totalmente natural.
CultivosOcupan una gran parte de la superficie del parque. De los cereales de invierno (cebada y trigo) y de la alfalfa, se ha ido cambiando al maíz, el sorgo, el girasol y los árboles frutales. El arroz, cuyo cultivo se ha recuperado desde la creación del parque es el más adaptado a la vocación marismeña de la tierra baja ampurdanesa.
AspresSituados entre la llanura y la cercana sierra de Verdera, al noreste, ocupan terrenos suavemente ondulados. Tienen cultivos de secano (como viñedos), matorral y pastizales, bosquetes de alcornoque, encinas y robles, así como cercados de pinos en algunas zonas, como por ejemplo la Torre del Viento (Torre del Vent), el punto más elevado del parque.
Núcleos habitadosHay numerosas masías, corrales y casares desperdigados por el llano. Están a menudo integrados en el paisaje y ofrecen refugio a fauna y flora silvestres.

## Patrimonio histórico
Antiguamente ocupaban casi toda la llanura del Golfo de Rosas y del bajo Ter. El macizo del Montgrí estaba aislado por la aguas y cuando los griegos se establecieron en él, lo hicieron en una isla, entre las antiguas desembocaduras de los ríos Fluviá y Ter (antiguo ramal norte) donde después fundaron Ampurias. La extensa área marismeña fue desapareciendo debido, especialmente, a la expansión agrícola. Las zonas pantanosas de Ciurana, Vilacolum, Riumors, Bellcaire, Ullastret y Pals son ya historia.
La construcción de equipamientos turísticos fue un nuevo factor de impacto y degradación, desapareciendo áreas extensas que pasaron a ser urbanizaciones, como Ampuriabrava. Esto habría seguido adelante si no hubiera sido porque en 1976 se inició una campaña con el lema "Las últimas marismas del Ampurdán en peligro", que buscaba concienciar a la población respecto a la importancia de las lagunas y a su valor como reserva natural.
En 1983 se consiguió que el Parlamento de Cataluña aprobase la ley de declaración de parajes naturales de interés nacional y reservas integrales de las marismas del Ampurdán, posteriormente reclasificado como parque natural.
El parque natural incluye solo las lagunas del Alto Ampurdán. Las del Bajo Ampurdán están incorporadas al Plan de Espacios de Interés Natural de Cataluña

## La actividad humana
Es bastante intensa, tanto por el turismo como por las actividades agrarias y ganaderas.
Desde la aparición del regadío, los cultivos dentro del parque han ido variando. De los cereales de invierno y la alfalfa se ha pasado al maíz, sorgo, girasol y frutales. Estos son buenos lugares de invernada para aves insectívoras y paseriformes, gracias a la mucha fruta que cae a tierra.
El arrozal es el cultivo que más beneficia a las aves acuáticas. Existen (2011) unas 150 ha, cultivadas sobre todo sin pesticidas, que se mantienen inundados fuera de época de cultivo para favorecer la presencia de las aves acuáticas.

## Fauna

### Aves
Las Marismas del Ampurdán son uno de los espacios naturales de Cataluña y de España en la que hay una mayor variedad de especies animales. Las aves hacen de las Marismas su refugio y lugar de descanso. Hay más de trescientas especies, muchas de ellas protegidas. Constituyen el principal atractivo faunístico. Se han citado 329 especies, 82 de ellas nidifican de forma regular. Las especies vinculadas a ambientes acuáticos son las más abundantes.

#### Aves nidificantes
Entre las nidificantes más abundantes están: ánade real (Anas platyrhynchos), polla de agua (Gallinula chloropus), lavandera boyera (Motacilla flava) y carricero común (Acrocephalus scirpaceus). En menor número: zampullín chico (Tachybaptus ruficollis), avetoro común (Botaurus stellaris), avetorillo común (Ixobrychus minutus), garza imperial (Ardea purpurea), ánade friso (Anas strepera), aguilucho lagunero (Circus aeruginosus), focha común (Fulica atra), cigüeñuela común (Himantopus himantopus), chorlitejo patinegro (Charadrius alexandrinus), martín pescador común (Alcedo atthis), carraca europea (Coracias garrulus), pico menor (Dendrocopos minor), carricerín real (Acrocephalus melanopogon) y carricero tordal (Acrocephalus arundinaceus).
La cerceta carretona o ànec roncaire en habla local (Anas querquedula), y el alcaudón chico (Lanius minor) son dos de las especies más emblemáticas del parque. La cerceta carretona es el símbolo del parque. Ambas criaron por última vez los años 1997 y 2001 respectivamente.
Archivo:Garganey (Anas querquedula) RWD3.jpg| Cerceta carretona macho.

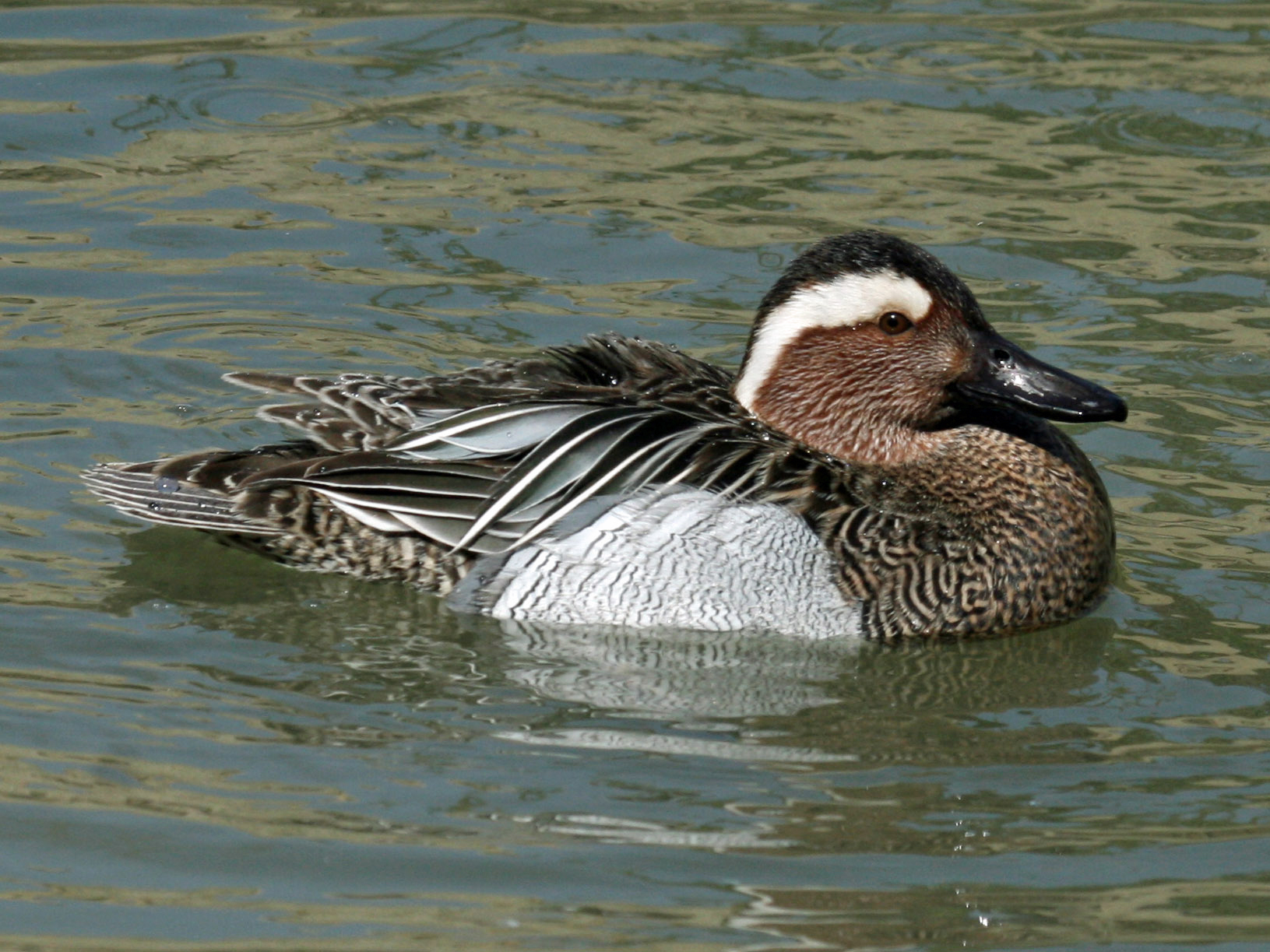
Cerceta carretona macho. Esta ave es el símbolo del parque

La cigüeña blanca (Ciconia ciconia), que anidó ocasionalmente, cuenta (2011) con una población de unas cuarenta parejas merced al proyecto de recuperación iniciado en 1987. Se ha reintroducido también el calamón (Porphyrio porphyrio), que había desaparecido a mediados del siglo XX. La población se ha recuperado a partir de ejemplares soltados en 1989 y 1991; en 2011 cuenta con unas 30 a 40 parejas nidificantes.

#### Aves migratorias
En los periodos migratorios (febrero a junio y julio a octubre), miles de aves migratorias utilizan las marismas como etapa para reposar y alimentarse, sobre todo en primavera y con viento de tramontana. En la segunda quincena de abril y primeros días de mayo es cuando se ven mayor número de especies.
Entre las aves migradoras más característica destacan: garcilla cangrejera (Ardeola ralloides), morito común (Plegadis falcinellus), flamenco (Phoenicopterus roseus), cerceta carretona (Anas querquedula), águila pescadora (Pandion haliaetus), cernícalo patirrojo (Falco vespertinus), polluela bastarda (Porzana parva), canastera común (Glareola pratincola), archibebe fino (Tringa stagnatilis), gaviota de Audouin (Larus audouinii), fumarel aliblanco (Chlidonias leucopterus) y bisbita gorgirrojo (Anthus cervinus). Entre las limícolas regularmente se ven hasta treinta y dos especies, siendo algunas de las más abundantes: chorlitejo chico (Charadrius dubius), correlimos chico (Calidris minuta), combatiente (Philomachus pugnax), archibebe común (Tringa totanus) y andarríos bastardo (Tringa glareola).

#### Aves hibernantes
Proceden de Centroeuropa. Las anátidas están entre las más numerosas, con un censo en enero de alrededor de 15 000 ejemplares. Las más abundantes: ánade real  (Anas platyrhynchos), cerceta común (Anas crecca) y cuchara común (Anas clypeata). Abundan también: cormorán  (Phalacrocorax carbo), garza real europea (Ardea cinerea), focha común (Fulica atra), avefría europea (Vanellus vanellus), agachadiza común (Gallinago gallinago), zarapito real (Numenius arquata), gaviota reidora (Larus ridibundus), pájaro moscón (Remiz pendulinus) y escribano palustre (Emberiza schoeniclus). Entre las aves marinas presentes en el Golfo de Rosas: colimbo ártico (Gavia arctica), somormujo lavanco (Podiceps cristatus), pardela balear (Puffinus mauretanicus), Sterna sandvicensis (Sterna sandvicensis) y alca común (Alca torda).

### Peces
Los más abundantes: carpa (Cyprinus carpio), muble (Chelon labrosus), peluda (Citharus macrolepidotus), perca sol (Lepomis gibbosus), anguila (Anguilla anguilla), etc. Destaca por su rareza el fartet (Lebias ibera), pequeño pez autóctono de la península ibérica y el espinoso (Gasterosteus aculeatus).

### Reptiles y anfibios
Distribuidos por todo el parque, y especialmente en zonas de agua dulce. Destaca el sapillo pintojo mediterráneo (Discoglossus pictus), en algunas lagunas de agua dulce, el tritón (Triturus marmoratus), el galápago leproso (Mauremys leprosa), la lagartija colilarga (Psammodromus algirusy P. Hispanicus), el escaso Eslizón tridáctilo ibérico (Chalcides striatus) y el lagarto verde occidental (Lacerta bilineata). Las culebras, de cuatro especies distintas, y el lución (Anguis fragilis) habitan en las márgenes de las corrientes de agua y en los bosques de ribera.

### Mamíferos
El más típico de las marismas además de la rata de agua (Arvicola sapidus), es la nutria (Lutra lutra), que hasta fines del siglo XX era habitual y que (2011) está siendo objeto de reintroducción. También están presentes: comadreja común (Mustela nivalis), turón (Putorius putorius), muy frecuente, tejón (Meles meles), zorro (Vulpes vulpes), gineta (Genetta genetta) y gamo (Dama dama), reintroducido en 1987.
Los micromamíferos como el topillo, la musaraña, la rata y el ratón están por todo el parque. El conejo (Oryctolagus cuniculus) es muy abundante en algunos puntos, lo contrario que la liebre (Lepus capensis). El jabalí (Sus scrofa) ha tenido un fuerte crecimiento y es una de las especies que abundan en todo el parque. Los quirópteros abundan (trece especies); contribuyen al control de los insectos, en particular de los mosquitos.

## Vegetación

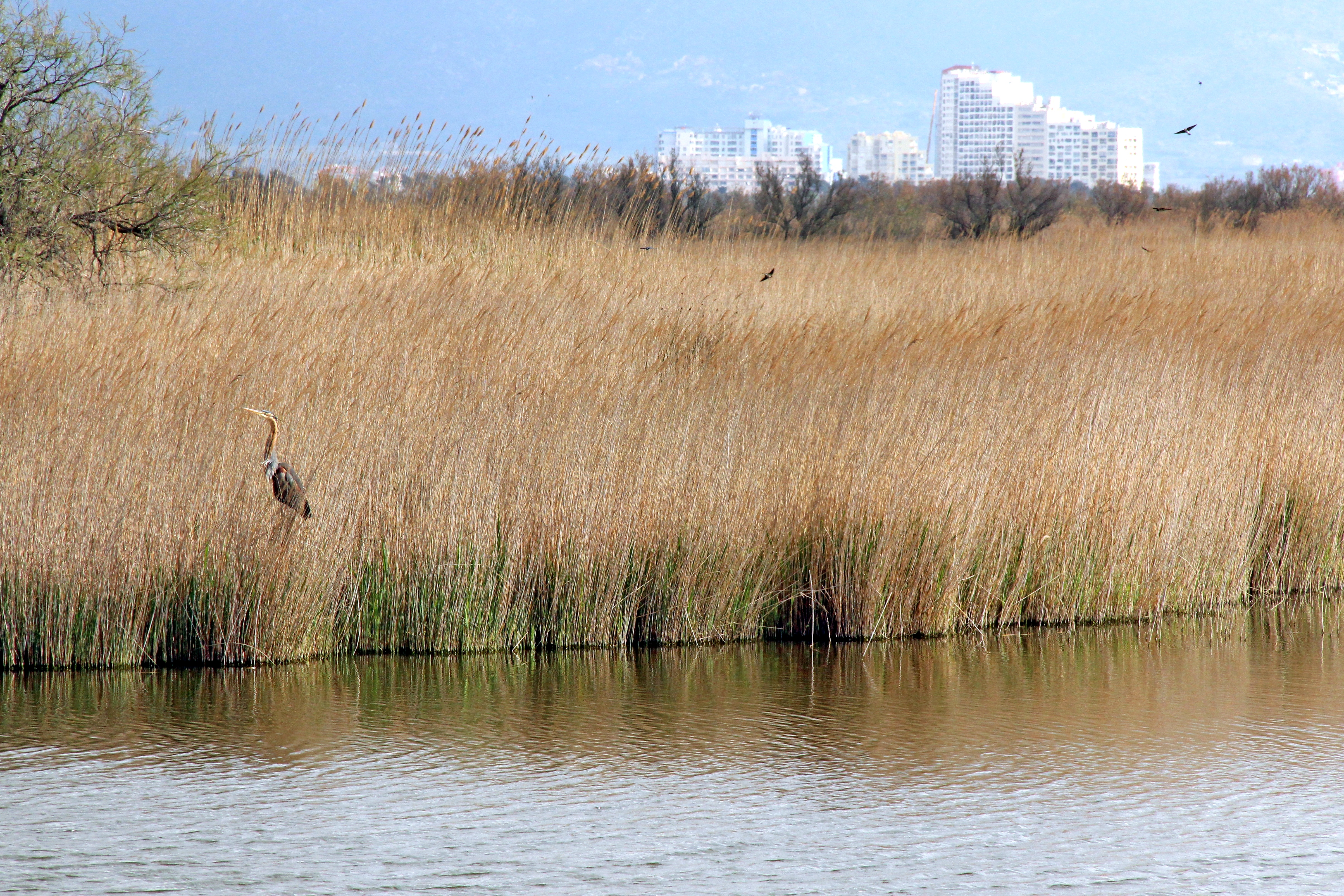
Vegetación de marisma en el margen del río

Tiene unas características especiales que la hacen muy diferente de la de las zonas cercanas. En las comunidades de la franja litoral en las que el agua y la salinidad tienen una gran importancia, destaca esta diferencia. Alternan los cultivos de arroz y los pastos, de valor biológico y paisajístico.
Los principales tipos de vegetación son:
Vegetación de suelos salinosCrecen vegetales muy especializados, normalmente de hojas suculentas y carnosas, como las salicornias (Arthrocnemum) y el alimo (Atriplex halimus). También las junciformes como, por ejemplo, el junco marítimo (Juncus maritimus) y la espartina (Spartina patens). En los meses de mayo y junio se llenan de flores del lirio amarillo (Iris pseudacorus).
Vegetación de arenales costerosEs una vegetación adaptada a este ambiente inhóspito, como el Agropyron de playa (Agropyron junceum), localizado en primera línea y el barrón o carrizo (Ammophila arenaria), que crece encima de las dunas.
Vegetación de marisma de las márgenes de ríos, acequias, y de los prados inundadosLas zonas de sedimentación y colmatación de los ríos Fluviá y Muga se ven atravesadas por un conjunto de canales de drenaje que poseen una vegetación particular, en que predomina los cañizares y comunidades botánicas afines. Las plantas más características de estos hábitas son: carrizo (Phragmites australis), espadaña ('Typha angustifoliay T. latifolia), junco lacustre (Schoenoplectus lacustris), Lirio amarillo (Iris pseudacorus), llantén acuático (Alisma plantago-aquatica), malvavisco (Althaea officinalis) y arroyuella  (Lythrum salicaria), entre otras muchas.
En algunos periodos del año el agua dulce inunda prados en los que pastan bovinos y equinos y en los que se pueden encontrar la yerba cipresillo (Carex riparia y C. otrubae) así como el junco palustre (Eleocharis palustris).
En las márgenes de los ríos y acequias crecen bosquetes de ribera, conjuntos de sauces (Salix alba), álamos (Populus alba), álamos negros (Populus nigra), alisos (Alnus glutinosa), olmos (Ulmus minor), fresnos de hoja estrecha (Fraxinus angustifolia) y tarayes (Tamarix gallica).
Vegetación aguanosa y lacustre de las lagunas y cursos de aguaEl aspecto del agua llena de plantas flotantes como los ranúnculos acuáticos (Ranunculus baudotii) o las plantas sumergidas (Zannichellia, Potamogeton, Najas, Chara...), juntos con las minúsculas lentejas de agua (Lemna minor) o los delicados calitres)  (Callitriche palustris) que cubren las aguas estancadas.